# Olga Pučkovová
Olga Pučkovová (rusky Ольга Алексеевна Пучкова, Olga Alexejevna Pučkova; bělorusky Вольга Аляксееўна Пучкова; narozená 27. září 1987 Moskva) je ruská profesionální tenistka a modelka. V juniorské kategorii reprezentovala Bělorusko a mezi profesionálkami byla také někdy uváděna jako Běloruska.
Ve své dosavadní kariéře nevyhrála na okruhu WTA Tour žádný turnaj. V rámci okruhu ITF získala do září 2012 sedm titulů ve dvouhře.
Na žebříčku WTA byla ve dvouhře nejvýše klasifikována v červnu 2007 na 32. místě a ve čtyřhře pak v srpnu 2012 na 247. místě. Trénuje ji otec Alex Pučkov.
Praktikuje hru od základní čáry a za nejsilnější úder považuje bekhend.

## Tenisová kariéra
Tenis začala hrát v osmi letech.
V roce 1999 vyhrála mistrovství Eddie Herr International v kategorii 12letých, když ve finále porazila Šachar Pe'erovou 6–2, 6–2. Následující týden se pak ve stejné věkové kategorii probojovala do finále Orange Bowlu, kde podlehla kvalifikantce Taťáně Golovinové po setech 6–4, 3–6 a 6–4. Jako mladší žákyně se stala světovou jedničkou ve dvouhře.
Na okruhu ITF debutovala v březnu 2002 čtvrtfinálovou účastí na australských turnajích v Warrnamboolu a Benalle. premiérový profesionální turnaj vyhrála v červenci 2003 v americkém Baltimoru, když ve finále zdolala Jewel Petersonovou 6–2, 6–4.
V sezóně 2006 se poprvé probojovala do hlavní soutěže události WTA Tour, když postoupila z kvalifikace na Moorilla Hobart International v australském Hobartu. V prvním kole ji však porazila Mara Santangelová.

## Finálové účasti na turnajích WTA Tour
| Legenda                           |
| --------------------------------- |
| D – dvouhra; Č – čtyřhra          |
| Grand Slam (0)                    |
| WTA Tour Championships (0)        |
| Premier Mandatory & Premier 5 (0) |
| Premier (0)                       |
| International (0–2 D)             |

### Dvouhra

#### Finalistka: 2 (0–2)
| Č. | Datum             | Turnaj  | Povrch    | Vítězka           | Výsledek |
| -- | ----------------- | ------- | --------- | ----------------- | -------- |
| 1. | 24. září 2006     | Kalkata | koberec   | Martina Hingisová | 6–0, 6–4 |
| 2. | 4. listopadu 2006 | Quebec  | tvrdý (h) | Marion Bartoliová | 6–0, 6–0 |

## Tituly na turnajích okruhu ITF
| $100,000 tournaments |
| $75,000 tournaments  |
| $50,000 tournaments  |
| $25,000 tournaments  |
| $10,000 tournaments  |

### Dvouhra: 7
| Č. | Datum             | Turnaj       | Povrch    | Soupeřka ve finále     | Výsledek      |
| -- | ----------------- | ------------ | --------- | ---------------------- | ------------- |
| 1. | 20. července 2003 | Baltimore    | tvrdý     | Jewel Petersonová      | 6–2, 6–4      |
| 2. | 11. července 2004 | College Park | tvrdý     | Rossana de los Ríosová | 7–5, 4–6, 6–2 |
| 3. | 2. dubna 2006     | Hammond      | tvrdý     | Andrea Hlaváčková      | 6–3, 6–4      |
| 4. | 16. července 2006 | Felixstowe   | tráva     | Trudi Musgraveová      | 6–2, 6–1      |
| 5. | 20. srpna 2006    | Bronx        | tvrdý     | Taťána Pučeková        | 6–3, 6–1      |
| 6. | 30. dubna 2011    | Minsk        | tvrdý (h) | Nadija Kičenoková      | 6–2, 7–5      |
| 7. | 21. dubna 2012    | Namangan     | tvrdý     | Donna Vekićová         | 3–6, 6–3, 6–2 |